# Austrotrophon catalinensis
Austrotrophon catalinensis är en snäckart som först beskrevs av I. S. Oldroyd 1927.  Austrotrophon catalinensis ingår i släktet Austrotrophon och familjen purpursnäckor. Inga underarter finns listade i Catalogue of Life.